# Rasmus Kloster Bro
Rasmus Kloster Bro (født 15. november 1985 i Sennels, Thy) er en dansk instruktør og manuskriptforfatter. Rasmus Kloster Bro er uddannet fra den alternative danske filmuddannelse, Super16.

## Filmografi
- Ensom er noget man er for sig selv (2009)
- Kys min bror (2010)
- Liv (2011)
- Barvalo (2012)
- Cutterhead (2018)